# Kazimierz Dublasiewicz
Kazimierz Paweł Dublasiewicz, ps. „Derwisz”, „Dwernicki” (ur. 6 lutego 1895 w Warszawie, zm. 14 września 1973 tamże) – polski urzędnik, działacz społeczny i samorządowy, polityk, poseł na Sejm IV kadencji w II RP.

## Życiorys
Ukończył progimnazjum w Hrubieszowie, prywatne kursy handlowe, studiował w Szkole Nauk Społecznych i Handlowych w Warszawie (2 semestry).
Od czerwca 1916 należał do POW. Po ukończeniu szkoły wojskowej w Warszawie został komendantem Obwodu Kutnowskiego POW. Od listopada 1918 walczył w 30. pułku strzelców konnych. Uczestniczył w obronie Lwowa i wojnie polsko-bolszewickiej 1920 roku, w styczniu 1921 został bezterminowo urlopowany z wojska (w 1925 został awansowany do stopnia podporucznika rezerwy).
Politycznie był związany z BBWR.
Był czynnym działaczem oświaty robotniczej, spółdzielczości i przysposobienia wojskowego. Pełnił m.in. funkcje: prezesa okręgu Związku Peowiaków województwa warszawskiego (od 1925), wiceprezesa Zarządu Wojewódzkiego Federacji Polskich Związków Obrońców Ojczyzny w Warszawie (od 1934). W 1932 współorganizował Brygady Pracy, w 1933 – Zespoły Pracy (zatrudniające bezrobotnych peowiaków, legionistów i rezerwistów), w 1935 organizował kursy samorządowe w województwie warszawskim. W 1937 pracował jako urzędnik w Dyrekcji Poczt i Telegrafów.
W wyborach parlamentarnych w 1935 został wybrany posłem na Sejm IV kadencji (1935-1938) 17 925 głosami z listy państwowej z okręgu nr 13, obejmującej powiaty: łowicki, sochaczewski i błoński. Pracował w komisjach: pracy i prawniczej.
W czasie kampanii wrześniowej 1939 uczestniczył w walkach o Lublin, został wtedy ciężko ranny. W konspiracji 1940–1944 walczył jako żołnierz ZWZ-AK, uczestnik powstania warszawskiego, został aresztowany przez Niemców 5 października 1944 w Warszawie i od 9 października 1944 do 30 kwietnia 1945 był więziony w Oflagu II D Gross-Born.
Po wojnie do 1961 pracował jako księgowy w Mazowieckim Przedsiębiorstwie Budownictwa Przemysłowego „Żelbet”. Następnie pracował jako członek i sekretarz zarządu Związku Inwalidów Wojennych w Warszawie. Od 1963 był całkowicie sparaliżowany.

## Ordery i odznaczenia
- Krzyż Kawalerski Orderu Odrodzenia Polski (1971)
- Krzyż Niepodległości (12 marca 1931)[3]
- Złoty Krzyż Zasługi (16 marca 1934)[4]
- Srebrny Krzyż Zasługi (9 listopada 1929)[5]
- Medal Dziesięciolecia Odzyskanej Niepodległości[2]

## Życie prywatne
Był synem Pawła (starszego rewirowego policji w Warszawie) i Antoniny Eleonory z Łagunów. Ożenił się 19 kwietnia 1927 z Teresą Andrysiewicz.